# Système de traitement de l'information
Ne doit pas être confondu avec Système d'information, Appareil informatique ou Ordinateur.
 (octobre 2017).
Si vous disposez d'ouvrages ou d'articles de référence ou si vous connaissez des sites web de qualité traitant du thème abordé ici, merci de compléter l'article en donnant les références utiles à sa vérifiabilité et en les liant à la section « Notes et références ».
Un système de traitement de l'information est un système constitué d'un ensemble de composants (mécaniques, électroniques, chimiques, photoniques ou biologiques) permettant de traiter automatiquement des informations. Il est régi par la théorie de l'information et c'est l'élément central de tout appareil informatique.
Les premiers systèmes permettant de traiter automatiquement des informations étaient des appareils mécaniques tel que la pascaline ou encore la machine d'Anticythère qui représentent les tout premiers calculateurs spécifiques à l'inverse de l'ordinateur qui est programmable et universel.
À notre époque, il existe une panoplie d'appareils en électronique numérique permettant de traiter automatiquement des informations : commutateur réseau, ordinateur, console de jeu, calculatrice, certaines cartes à puce, distributeur automatique de billets, enregistreur vidéo personnel, GPS, téléphone portable, etc.

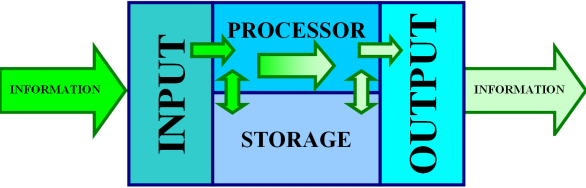
Système de traitement de l'information.

## Description
Avant d'être un appareil fonctionnel, le système de traitement de l'information est d'abord un objet d'étude conceptuelle qui propose une approche systémique à l'informaticien. Il permet d'élargir les champs de recherche en informatique et permet de catégoriser les systèmes de traitement par rapport à leurs capacités plutôt qu'à leurs fonctionnements.
Un système de traitement de l'information se caractérise par un minimum de quatre unités :
- l'unité d'entrée (anglais : input), recueille l'information ;
- l'unité de stockage (anglais : storage) conserve toute ou une partie de l'information ;
- l'unité de traitement (anglais : processing), transforme l'état de l'information ;
- l'unité de sortie (anglais : output) présente le résultat de la modification.

L'évolution de l'état d'une information ne peut être observée qu'en accord avec la notion de temps. L'horloge est le système de traitement de l'information le plus élémentaire. Tous les systèmes de traitement de l'information sont jusqu'à présent mus par un système de balancement ou de mouvement oscillatoire dont la source d'entraînement est naturelle (ex. : l'actionnement d'une manivelle) ou artificielle (rotation d'un moteur, alimentation électrique d'un quartz, etc.).
L'information est représenté par un  signal de type analogique ou numérique et qui peut être véhiculé sous forme matériel (engrenage, molécule, etc.) ou énergétique (particule élémentaire).

## Histoire
La Pascaline est le premier calculateur mécanique. Il a été construit par Blaise Pascal en 1642,.
La première conceptualisation d'un système de traitement de l'information programmable et universel est appelé machine de Turing. C'est la thèse de Turing qui est aujourd'hui considérée comme l'article fondateur de l'ordinateur.
Le premier calculateur électronique à utiliser le système binaire est l'EDVAC. Construit en 1945, il occupait une salle de 45 m2, et pesait près de 8 tonnes.
C'est l'invention du transistor en 1947 et celle du circuit intégré en 1958 qui ont permis la miniaturisation électronique des systèmes de traitement de l'information.
La première console de jeu, l'Odyssey a été construite en 1973. C'était un système de traitement de l'information qui n'était pas Turing-complet.

## Les informations à traiter
Le premier type d'informations que les systèmes étaient capables de manipuler étaient des nombres, puis des textes, jusqu'à l'arrivée dans les années 1980 des systèmes multimédia, c'est-à-dire capables de manipuler divers types d'informations: images, sons, vidéos…
Exemples d'informations :
- nombres : prix, poids, volume, température, vitesse, pression…
- textes : courrier, publications, articles de presse…
- images : plans, dessins, graphiques, diagrammes, cartes géographiques, photos, images 3D…
- sons : paroles, chants, bruitages ou musique ,
- vidéo : prises de vue, clips ou films ;

- les instructions d'un programme informatique sont aussi des informations.

Dans le système de traitement de l'information, les informations circulent sous forme de suite de bits (chiffres en base 2) et le octet groupés dans des fichiers ou des enregistrements (voir : électronique numérique).
Un format désigne la manière dont les bits sont disposés à l'intérieur du fichier ou de l'enregistrement pour stocker l'information.

## Les protocoles
Un protocole est un ensemble de règles normalisées qui, lorsqu'elles sont appliquées de manière commune par deux appareils, leur permettent de s'échanger des informations.
Les règles établies par un protocole concernent autant le point de vue électronique (tensions, fréquences) que le point de vue informationnel (choix des informations, format) ainsi que le déroulement des opérations de communication (qui initie la communication, comment réagit le correspondant, combien de temps dure la communication…).
- Les protocoles sont utilisés en informatique et en télécommunication (téléphonie, télévision).

## Les unités
Un système de traitement de l'information est composé de quatre unités :
- l'unité d'entrée (anglais : input), qui permet de faire entrer les informations dans le système ;
- l'unité de stockage (anglais : storage) qui permet de conserver les informations ;
- l'unité de traitement (anglais : processor) qui comme son nom l'indique va traiter les informations ;
- l'unité de sortie' (anglais : output) qui permet de faire sortir les résultats des traitements.

### Unité d'entrée
Les informations peuvent être introduites par une personne à l'aide d'un clavier et d'une souris, enregistrées à l'aide de différents appareils — microphone, caméra, scanner, appareil photo, ou apportées par des dispositifs de télécommunication (voir: réseau informatique).
Les premiers appareils permettant d'introduire des informations étaient des lecteurs de cartes perforées. Un dispositif semblable à celui des pianos mécaniques. Cette technologie datant du XVIIIe siècle a été utilisée en informatique jusque dans les années 1980.
La première étape des traitements consiste en la réceptions des informations en provenance des différents appareils.
- La numérisation est le procédé qui consiste à transformer une information provenant du monde réel en une suite de chiffres qui seront utilisés dans le système de traitement de l'information.

### Unité de stockage
Les informations stockées peuvent être des informations qui viennent d'être entrées dans la machine, ou résultats d'un traitement.
Les informations sont conservées dans des dispositifs de stockage tels que disque durs, DVD, CD-ROM ou mémoire flash.
La possibilité de stocker des informations existe depuis les années 1960, auparavant les informations étaient traitées à mesure qu'elles étaient entrées.

### Unité de traitement
Le système de traitement des informations effectue les traitements en suivant scrupuleusement les  instructions d'un programme informatique.
Les traitements peuvent consister à :
- à partir de certaines informations, d'obtenir d'autres informations, par exemple par calcul ;
- transformer les informations ;
- stocker les informations dans le système d'informations, en vue d'effectuer des traitements plus tard ;
- extraire des informations préalablement stockées.

Exemples de traitements :
- tri, classement, recherche ;
- calculs de comptabilité, statistiques, analyses de physique ou d'économie ;
- correction orthographique ;
- reconnaissance de texte ;
- reconnaissance vocale ;
- traitement d'images tels que fausse couleur, négatif.

Un composant électronique qui effectue des traitements s'appelle un processeur.

### Unité de sortie
La sortie est l'étape finale des traitements qui consiste à faire sortir les résultats du système d'informations.
Selon leur nature, les informations des résultats peuvent être restituées sur un écran, du papier par une imprimante ou un traceur, des enceintes audio ou tout autre appareil. Les informations peuvent aussi être transportées vers d'autres systèmes par des moyens de télécommunication (voir : réseau informatique).